# Rafał Ruta (piłkarz)
Rafał Ruta (ur. 24 października 1972 w Wieluniu) – polski piłkarz występujący na pozycji pomocnika.
Pierwszym klubem Ruty był Motor Praszka. Od 1989 do 1995 roku reprezentował barwy l-ligowej Stali Mielec, w której rozegrał 177 meczów i zdobył 8 bramek. W tym okresie grał w kadrach młodzieżowych od U-16 do U-21, w których wystąpił łącznie w 77 meczach. Rundę wiosenną sezonu 1995/96 spędził w Lechii/Olimpii Gdańsk a od następnego był graczem warszawskiej Polonii, w której w kolejnym sezonie zdobył wicemistrzostwo kraju. W stołecznym klubie występował jeszcze w jednym sezonie, potem grał w Ceramice Opoczno, Odrze Wodzisław, ponownie w Polonii, by w sezonie 2002/03 trafić do Lukullusa Świtu NDM, co zakończyło się dwuletnią dyskwalifikacją piłkarza za udział w aferze barażowej.
W latach 2004–2006 występował w USA w drużynie Polonia Mielec Chicago SC. Z Polonią Mielec w 2005 roku wygrał Turniej Polonijny. Od jesieni 2006 jest trenerem tego klubu. W jego ślady poszli dwaj synowie: Patryk gra jako napastnik w Chicago Sockers FC a młodszy syn Oskar gra jako bramkarz w Arlington Aces.